# Jacobus II van Cyprus
Jacobus II (de Bastaard) van Cyprus (Nicosia, 1439/1440 - Famagusta, 10 juli 1473) was een bastaardzoon van Jan II van Cyprus en zijn minnares Marietta de Patras. Hij werd in 1463 koning van Cyprus door zijn halfzus Charlotte van Cyprus af te zetten met hulp van de Egyptische Mammelukken.

## Levensloop
Jacobus was een favoriete zoon van Jan II en in 1456 toen hij 16 jaar werd, kreeg Jacobus de functie van aartsbisschop van Nicosia. Op 1 april 1457 werd Jacobus verdacht van de moord op Iacopo Urri, de koninklijke kamerheer en vluchtte vervolgens per boot naar Rhodos. Hij werd door zijn vader echter weer in genade aangenomen en keerde terug als aartsbisschop.
In 1458 overleed zijn vader en zijn halfzus Charlotte besteeg de troon als koningin van Cyprus. In 1460 daagde Jacobus zijn zus uit over de rechtmatigheid van haar koningschap en samen met de Egyptische Sultan Sayf ad-Din Inal blokkeerde hij haar en haar man op het kasteel van Girne voor drie jaar. Toen Charlotte in 1463 naar Rome wist te vluchten werd Jacobus tot koning gekroond in Nicosia.
In juli 1463 was Jacobus in Venetië op zoek naar politieke steun; hij sloot daar een voorgenomen huwelijk met de 14-jarige Catharina Cornaro. Dit huwelijk werd in 1472 uiteindelijk voltrokken in Famagusta, Cyprus. Jacobus overleed enkele maanden na het huwelijk; hij zou mogelijk vergiftigd zijn door mannen uit Venetië, mogelijk zelfs door ooms van zijn vrouw Catherina. Een aantal maanden later werd zijn zoon Jacobus III geboren die in 1474 ook in onduidelijke omstandigheden overleed. Hierna regeerde Catharina Cornaro over Cyprus; de feitelijke machthebbers die het eiland bestuurden waren ambtenaren uit Venetië. In 1489 dwongen ze Catherina om afstand te doen van haar troon, waarna de republiek Venetië de macht volledig overnam tot de Ottomanen het eiland in 1571 veroverden.